# Anathesis
Anathesis là một chi bọ cánh cứng trong họ 
Elateridae.
Chi này được miêu tả khoa học năm 1865 bởi Candèze.

## Các loài
Chi này có các loài:
- Anathesis laconoides Candèze, 1865